# Baronaggio (Acquaviva delle Fonti)
Baronaggio è una contrada del comune di Acquaviva delle Fonti, nella città metropolitana di Bari, sita nei pressi della SP 82, a 5 km dall'abitato, e circostante la masseria omonima.

## Monumenti e luoghi d'interesse

### Architetture civili

#### Masseria Baronaggio
Il complesso apparteneva, nel 1532, al feudo di Giovanni Amenduni di Acquaviva che a sua volta lo aveva acquistato dai precedenti proprietari Francesco Antonio di Castelli e Margherita d'Este. Nel 1886 la costruzione, con parte del feudo, fu acquistata da Michele Cassano.
La masseria è costruita in più corpi edilizi e verso la metà del XVII secolo i proprietari Molignani l'arricchirono di una cappella e di una cisterna, già utilizzata a deposito. La costruzione più rappresentativa è la chiesetta dedicata ai santi Pietro e Paolo, con volta a botte, pavimento in chianche e un affresco sovrastante l'altare. Si entra nella masseria attraverso un portale ad arco con stipiti in pietra. Sull'arco dell'ovile è raffigurato lo stemma della famiglia Molignani.

### Aree naturali
Nei pressi della contrada Baronaggio sono ubicati due degli alberi monumentali della Puglia. Entrambi sono roverelle (Quercus pubescens).